# Sandviken (Bergen)
Sandviken és un barri tradicional de la ciutat de Bergen, al comtat de Hordaland, a Noruega.

## Ubicació
Geogràficament, està localitzat al nord-est del centre de la ciutat, en una petita badia del Byfjorden. El barri comença al nord de la Fortalesa de Bergenhus i segueix la línia de la costa en sentit oest. La carretera de Sandvik és la principal via pública de la zona, formada majoritàriament per edificis residencials. Sandviken té al voltant 13,000 habitants.
El desenvolupament primerenc de Sandviken va ser bastit en gran part de molins d'aigua i drassanes. Més tard, comerciants de Bergen van construir a la zona llocs on ubicar-se i magatzems. Sandviken va ser molt de temps un suburbi aïllat de Bergen. La carretera a Sandviken travessava Ladegården. La nova ruta, més ampla, va ser instaurada en el període 1869-1873.

## Museu Gamle Bergen
El Museu Gamle Bergen és un museu a l'aire lliure en el barri de Sandviken. L'any 1934 es va establir una associació del museu i es va obrir al públic l'any 1949. Ara forma part dels Museus de la ciutat de Bergen. Està construït al voltant de la vella zona d'Elsesro. El museu a l'aire lliure té edificis del període 1700-1800s que han estat traslladats des de diferents àrees al lloc actual. El Vell Bergen és una ciutat reconstruïda amb aproximadament 50 cases de fusta.

## Església de Sandvik
L'església de Sandvik (Sandvikskirken) és una església de sala gòtica de fusta de l'any 1881. L'església té un cor acabat de forma poligonal lleugerament estret a l'est i una torre a l'oest que està ubicada en l'eix llarg de l'església. Feta de gneis amb revestiment exterior de granit.
La parròquia de Sandviken es va inaugurar el 29 de juliol de 1874. La competència per una església nova va fer guanyador l'arquitecte Ernst Norgrenn. Però després de la seva mort l'any 1880, els plànols van ser modificats i completats per l'arquitecte Schak Bull. L'església va ser completada la tardor del 1881 i inaugurada el desembre del mateix any.

## Monuments
El monument Madam Felle de Sandviken, és en honor d'una dona noruega d'origen alemany, que a la meitat del segle xix, va dirigir, en contra del consell, el manteniment de la venda de cervesa. Madam Felle, de nom civil Oline Fell (1831–1908), és recordada des de la seva mort a través d'una cançó popular.

## Galeria

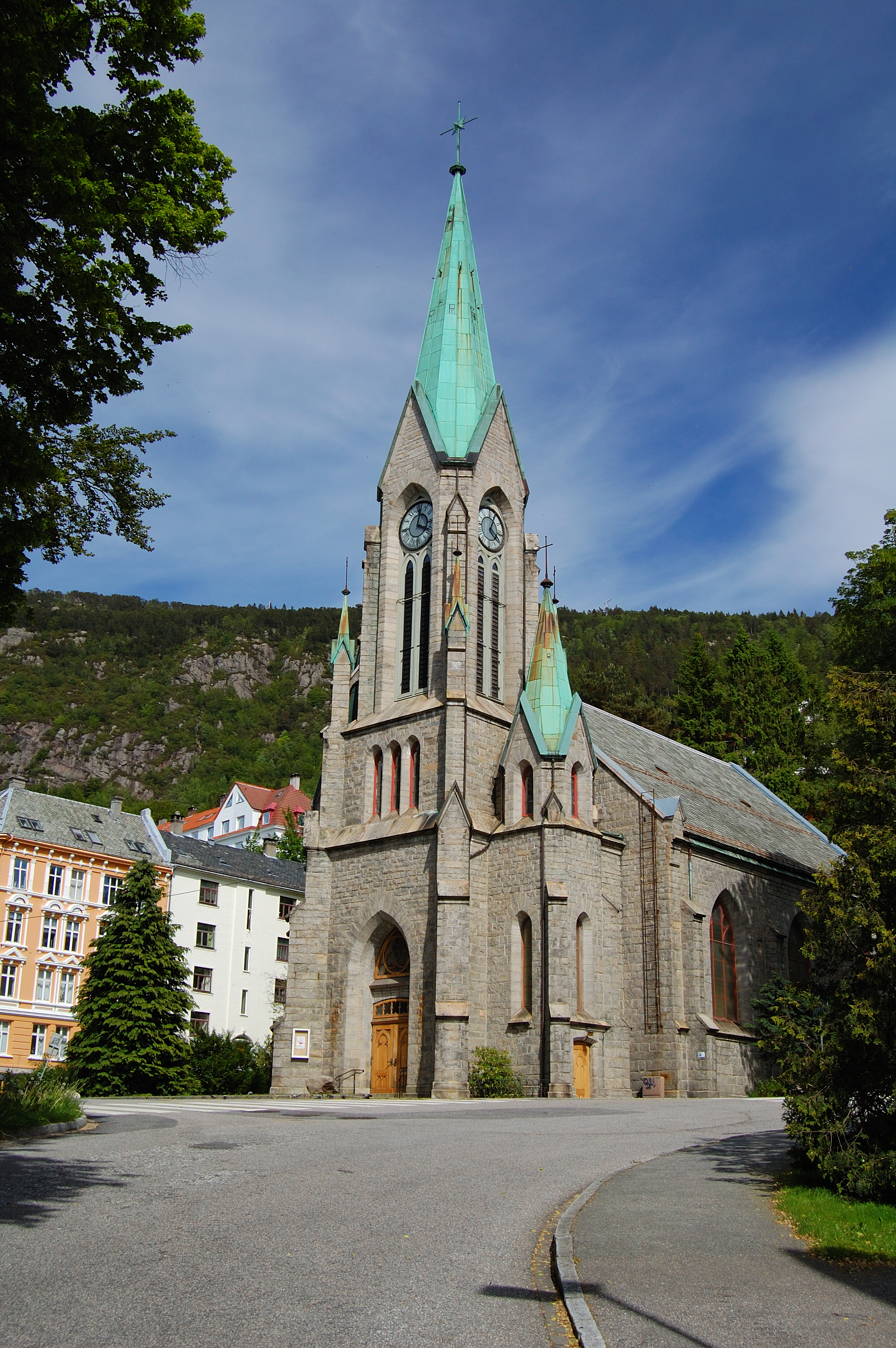
Església de Sandvik.
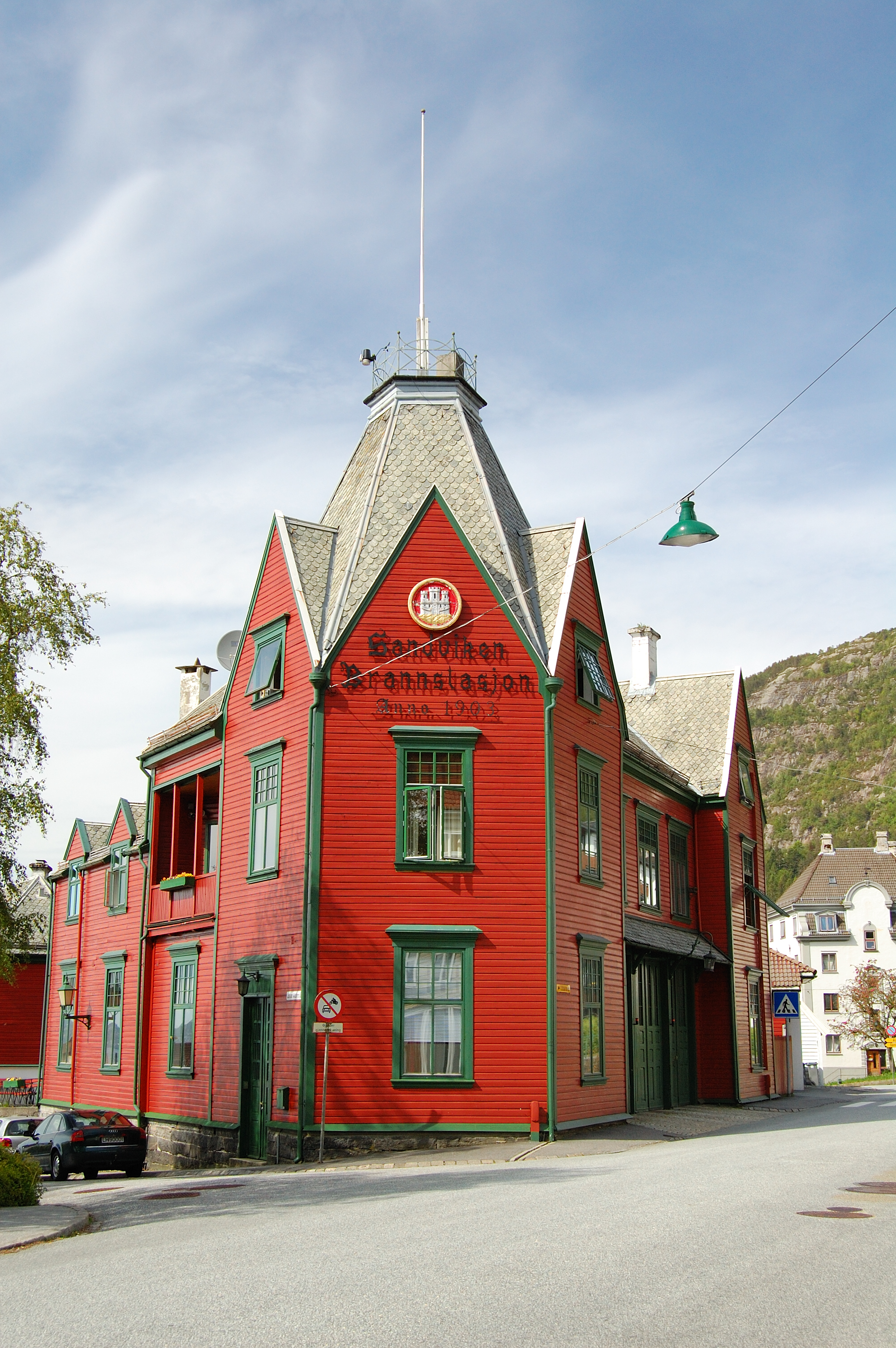
Central de bombers de Sandviken.
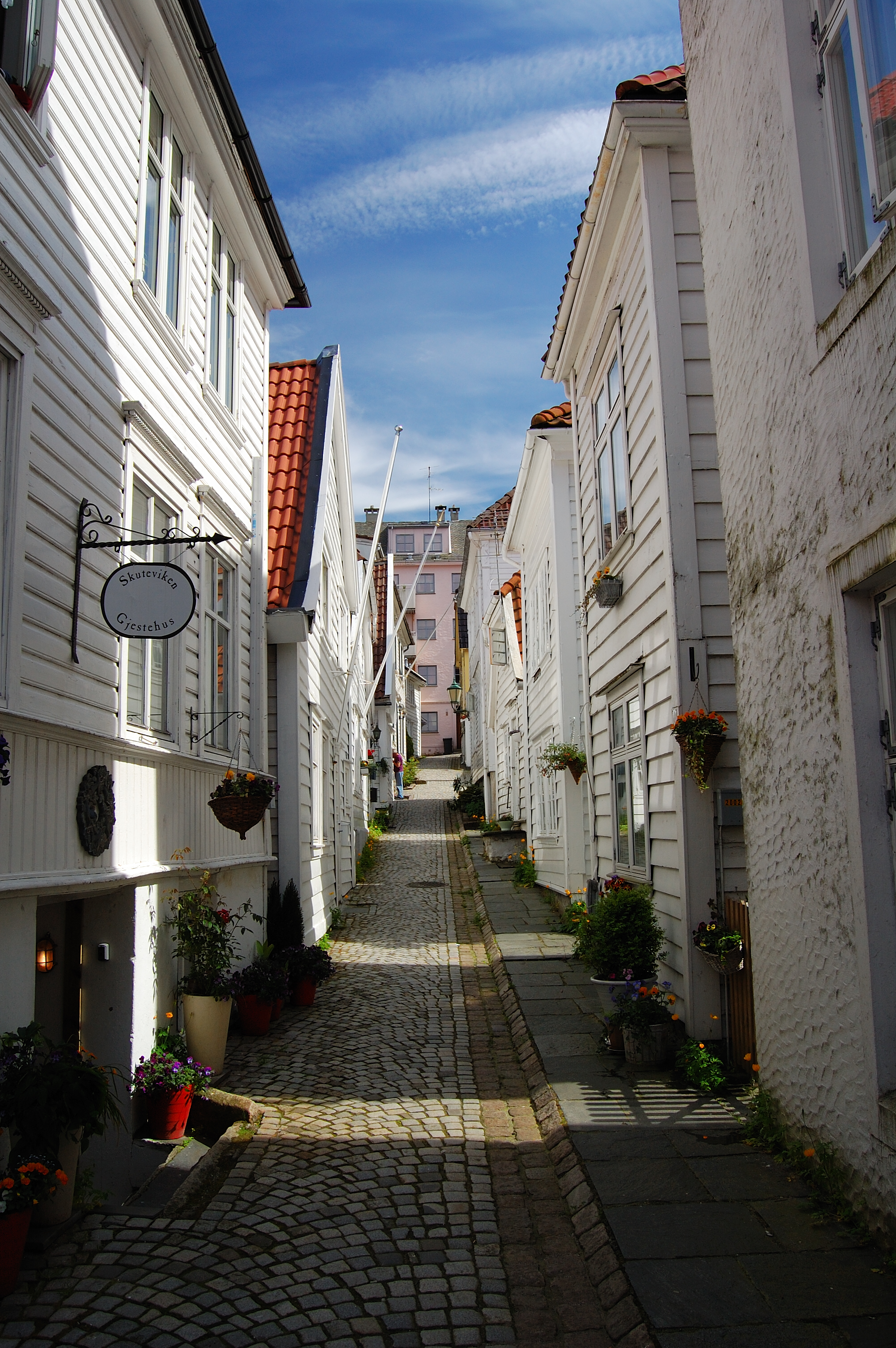
Carrer estret típic de Sandviken.
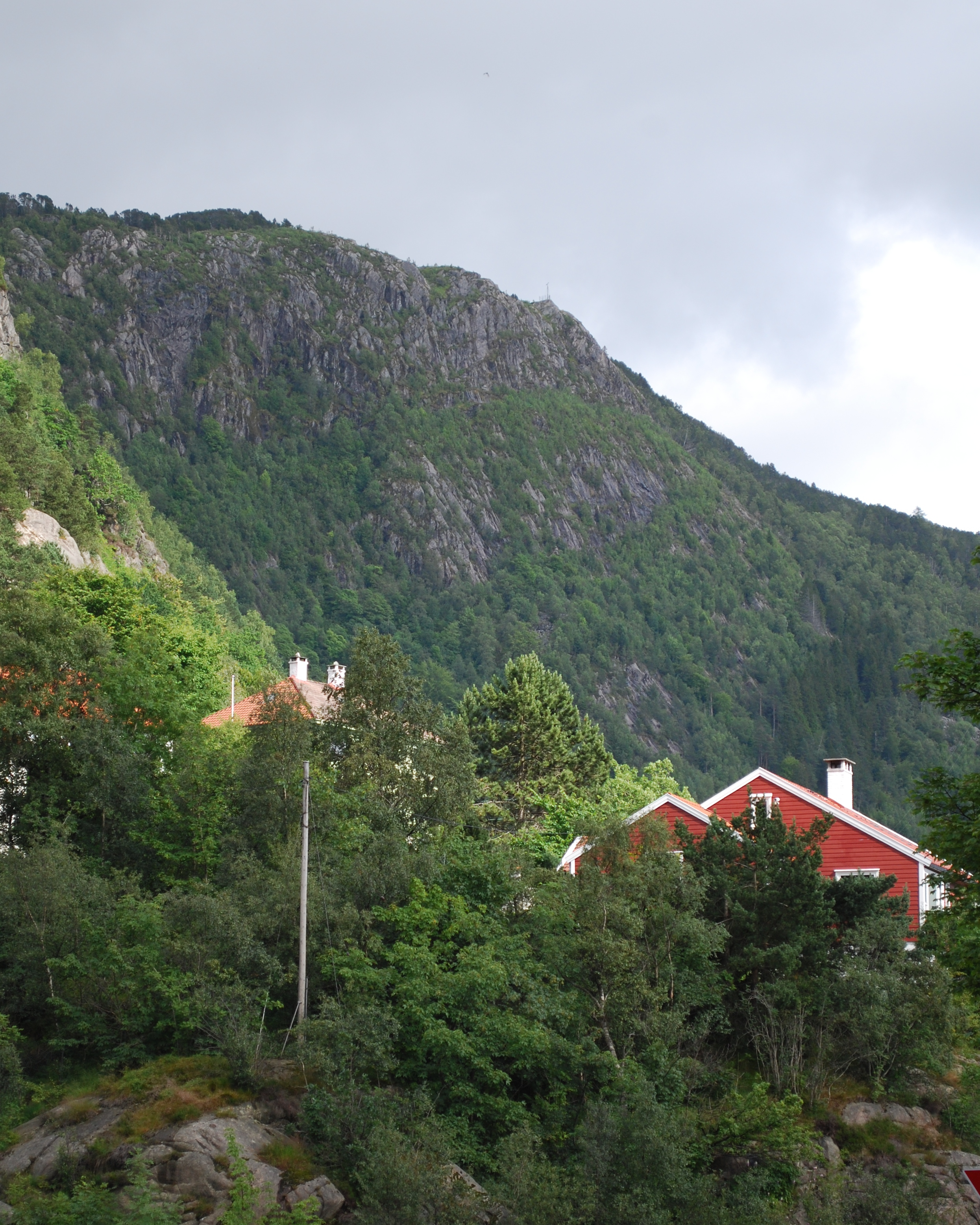
Sandviksfjellet.
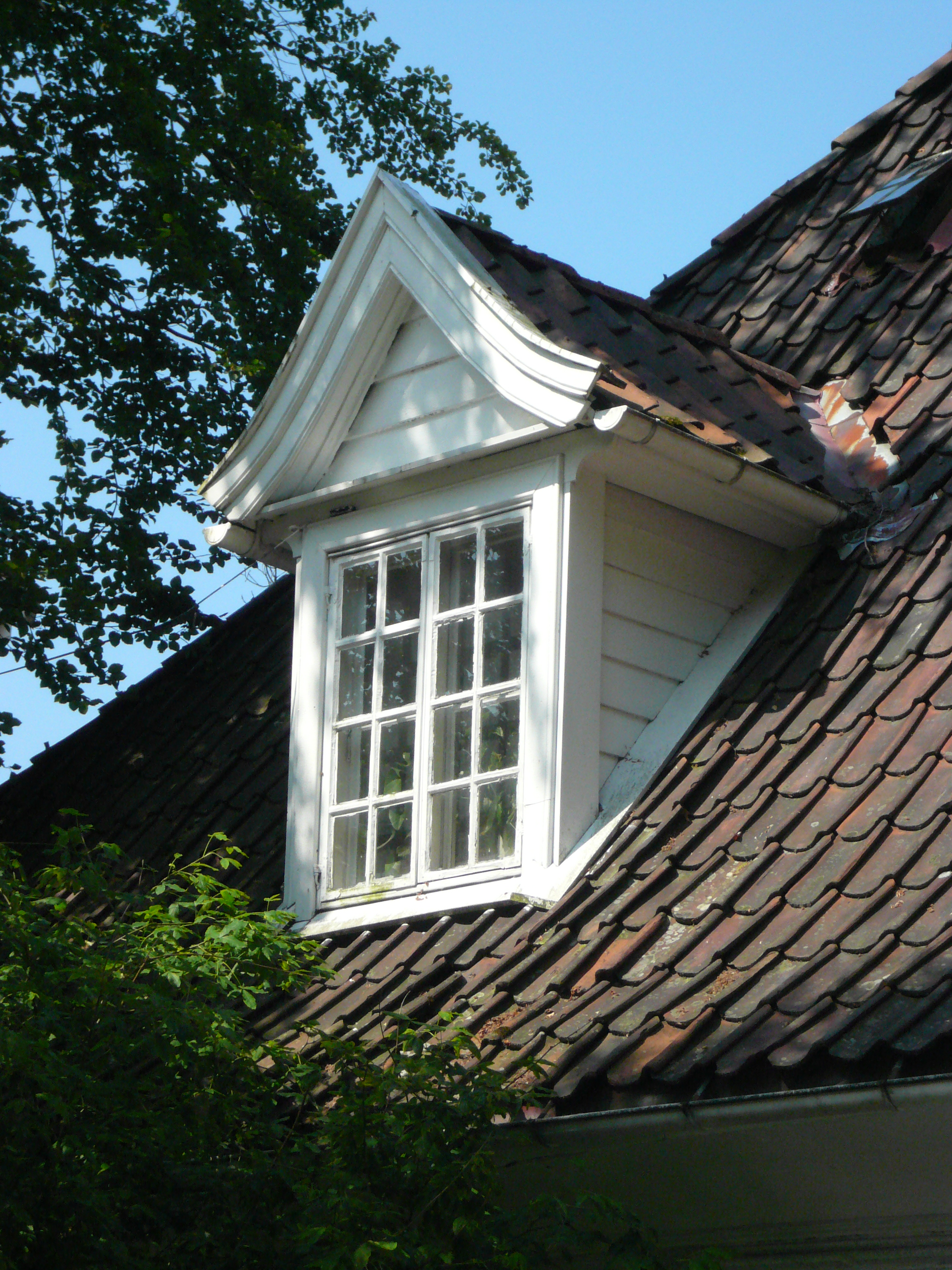
Mansarda a Måseskjæret.
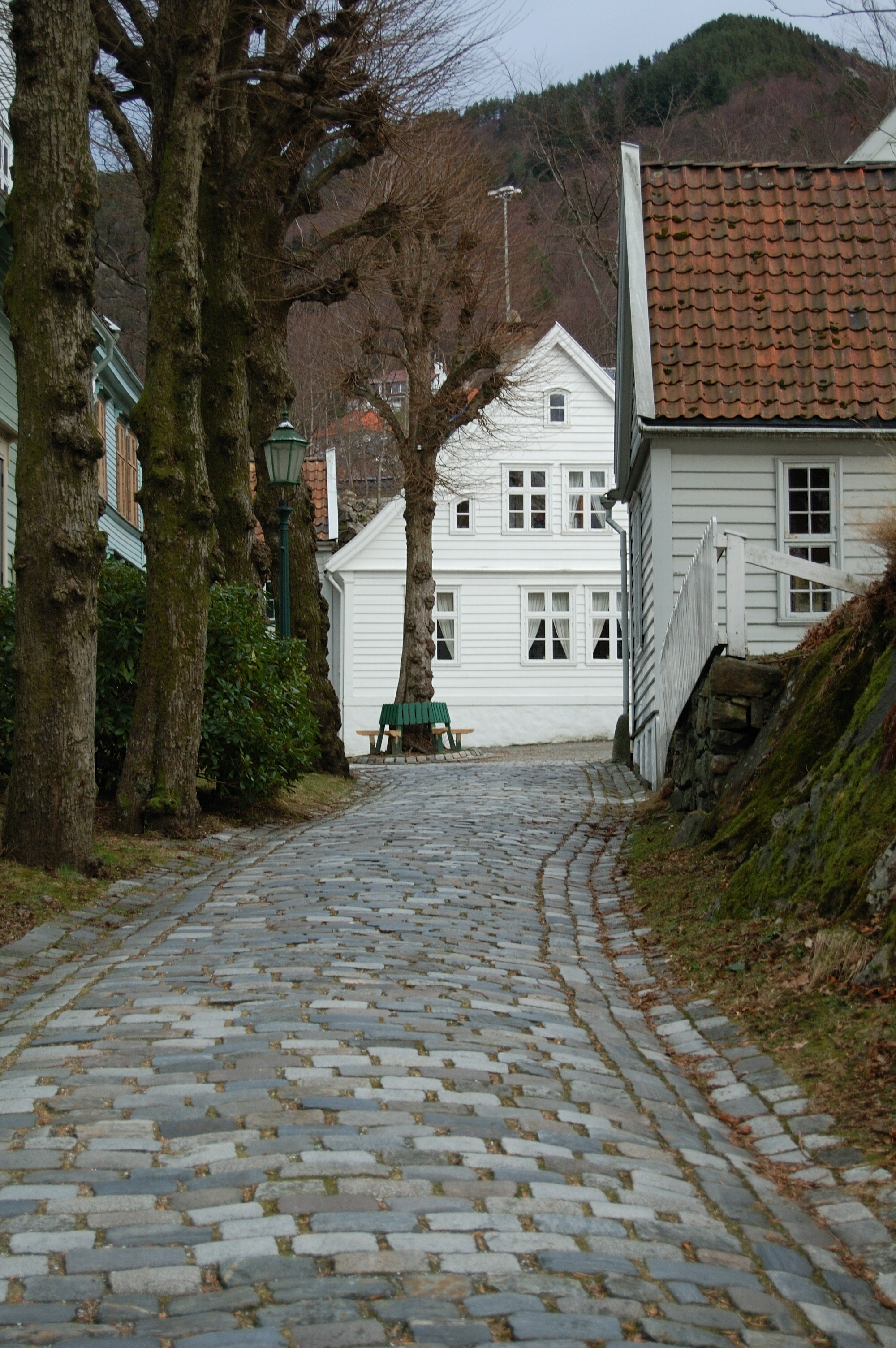
Carrer estret al Gamle Bergen.
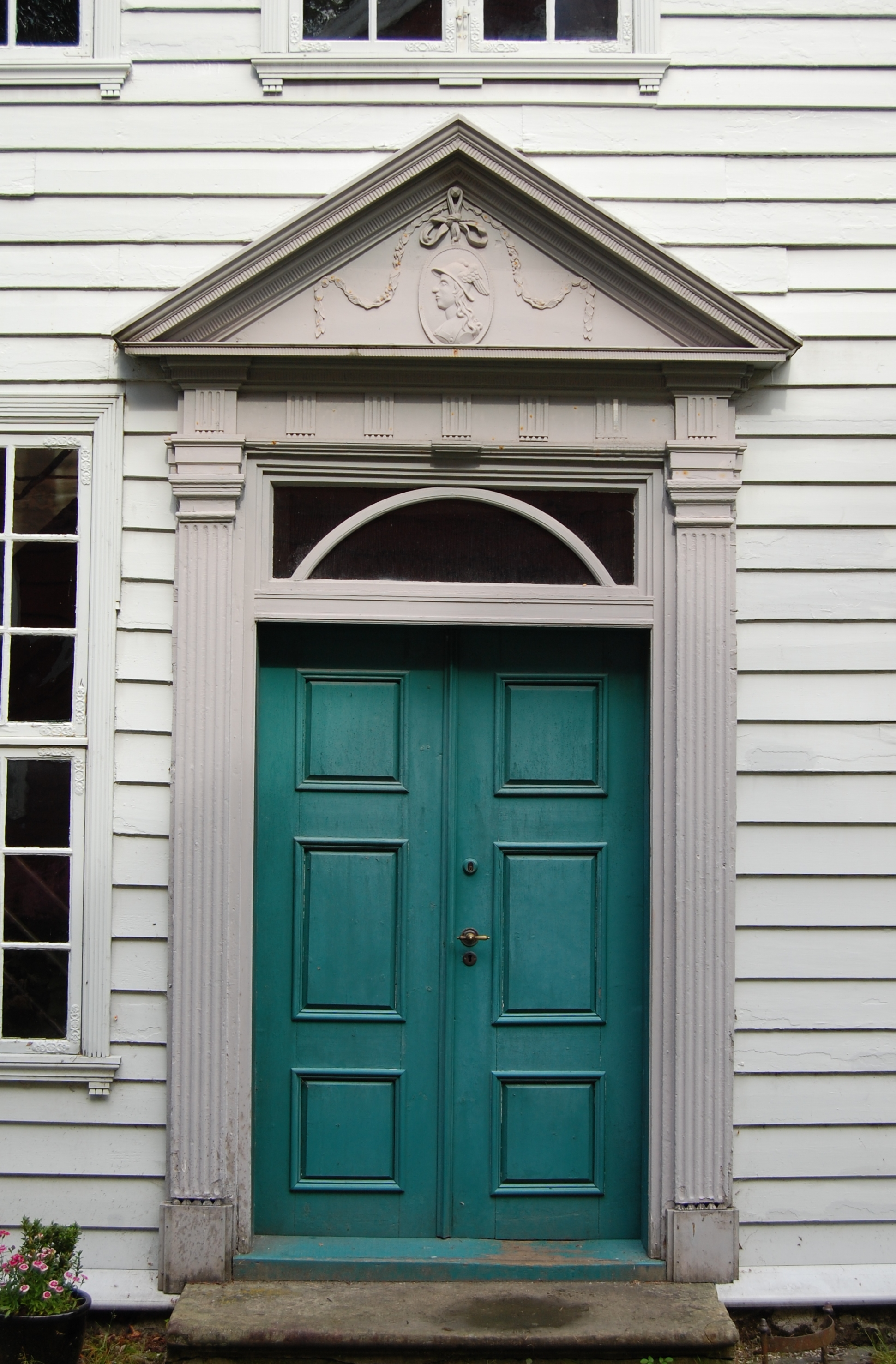
Krohnstedet Porta al Gamle Bergen.
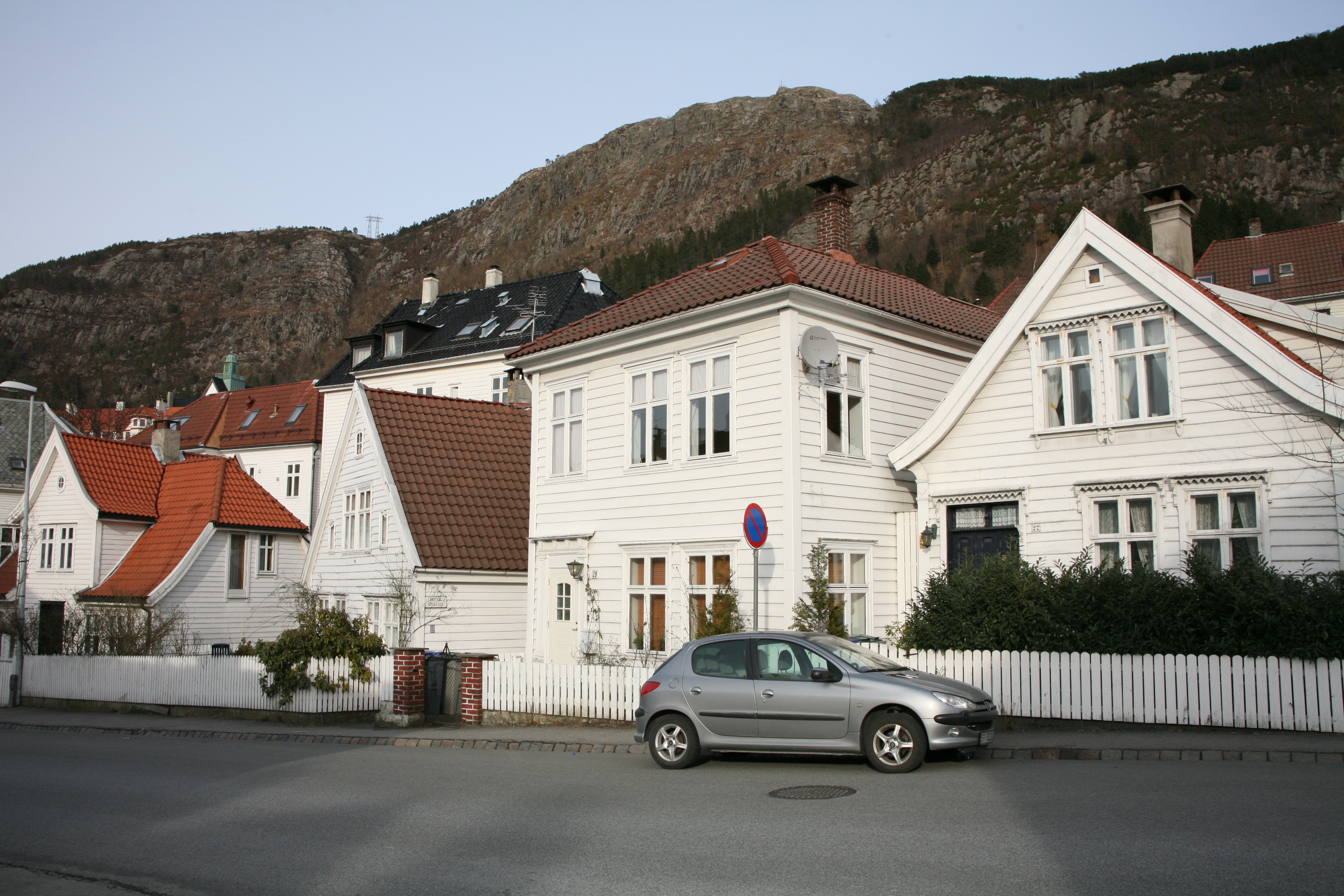
Sandviken.
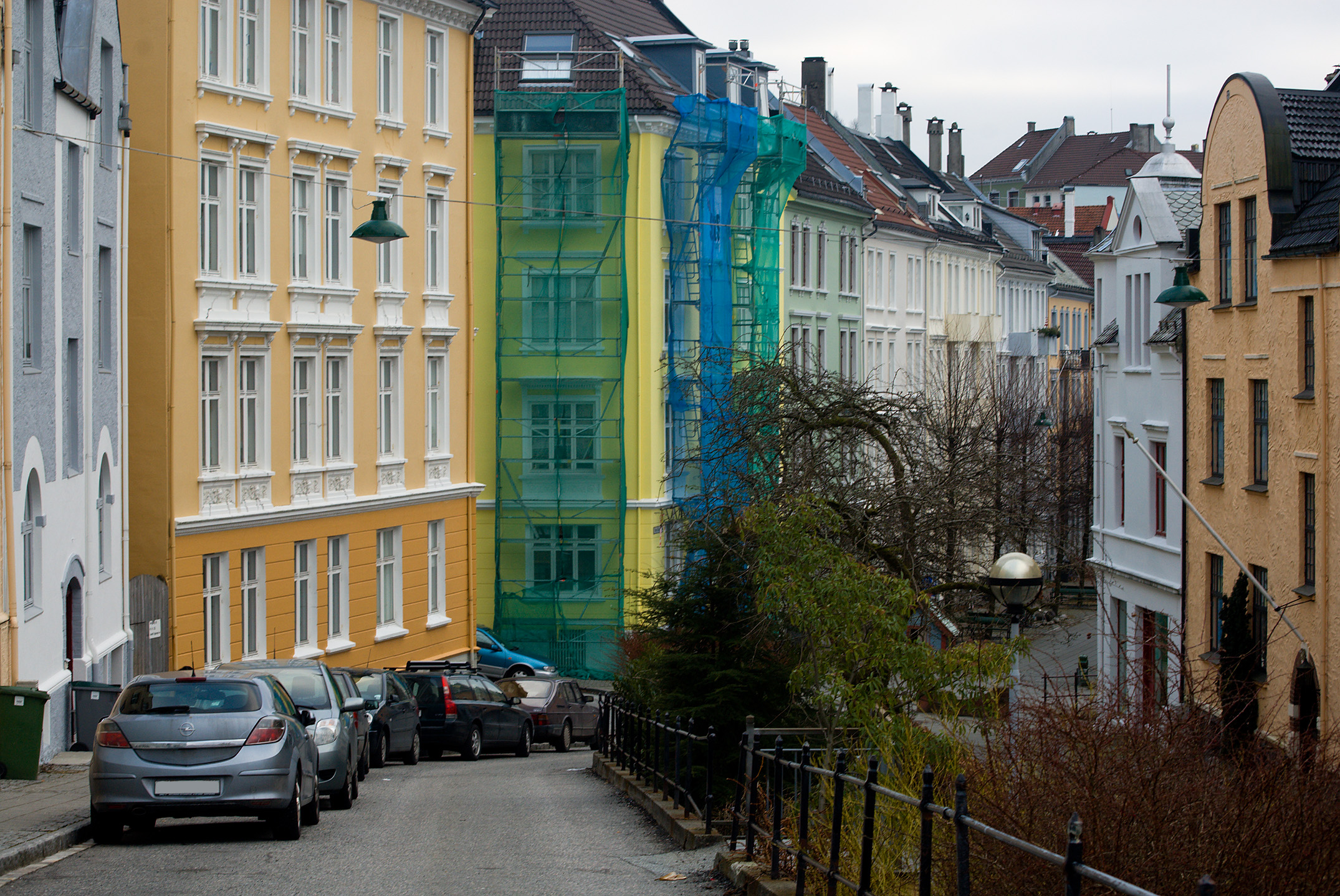
Porta de Hans Hauges porta, un carrer de Sandviken.
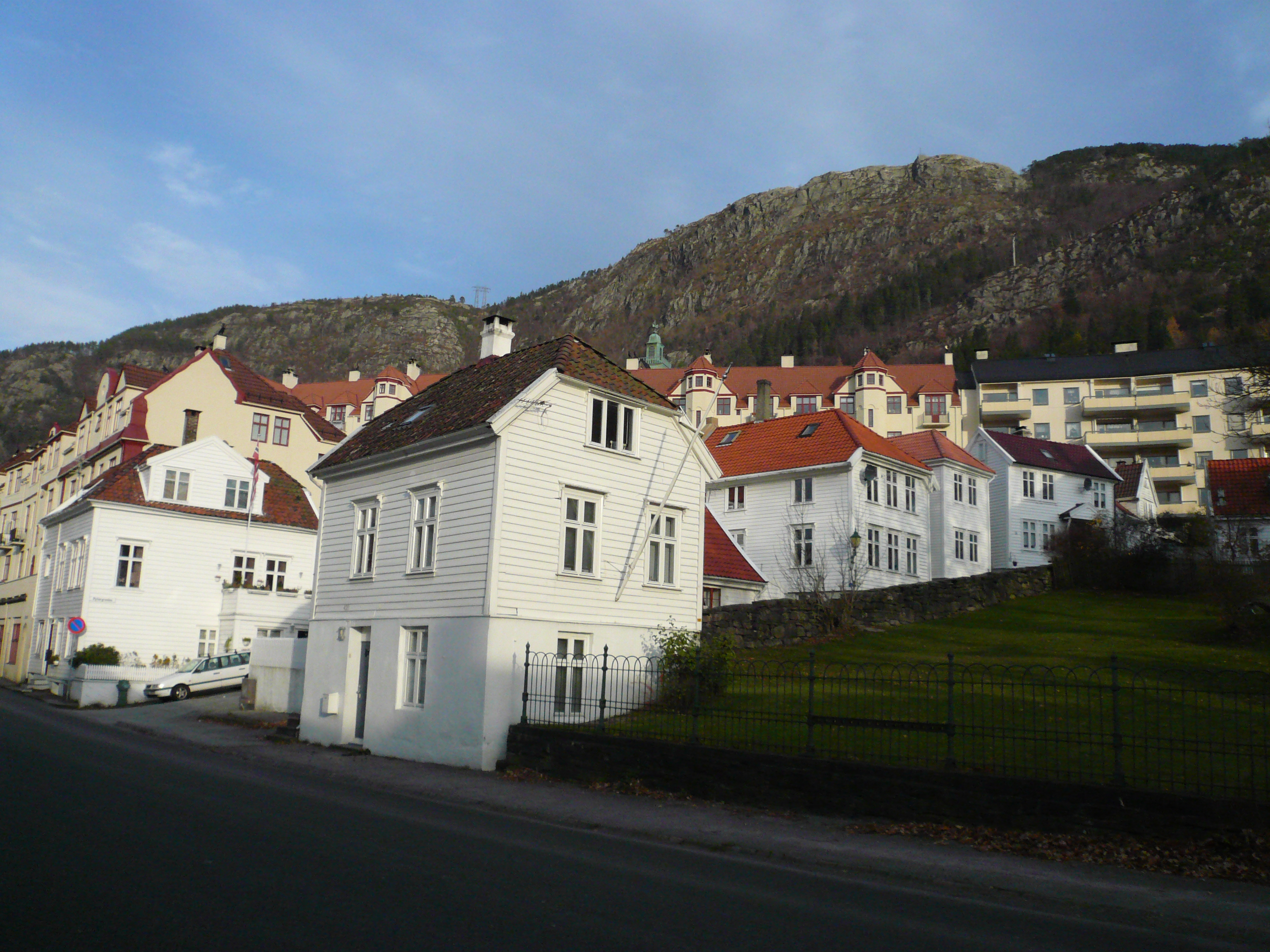
Pyttergrenden.
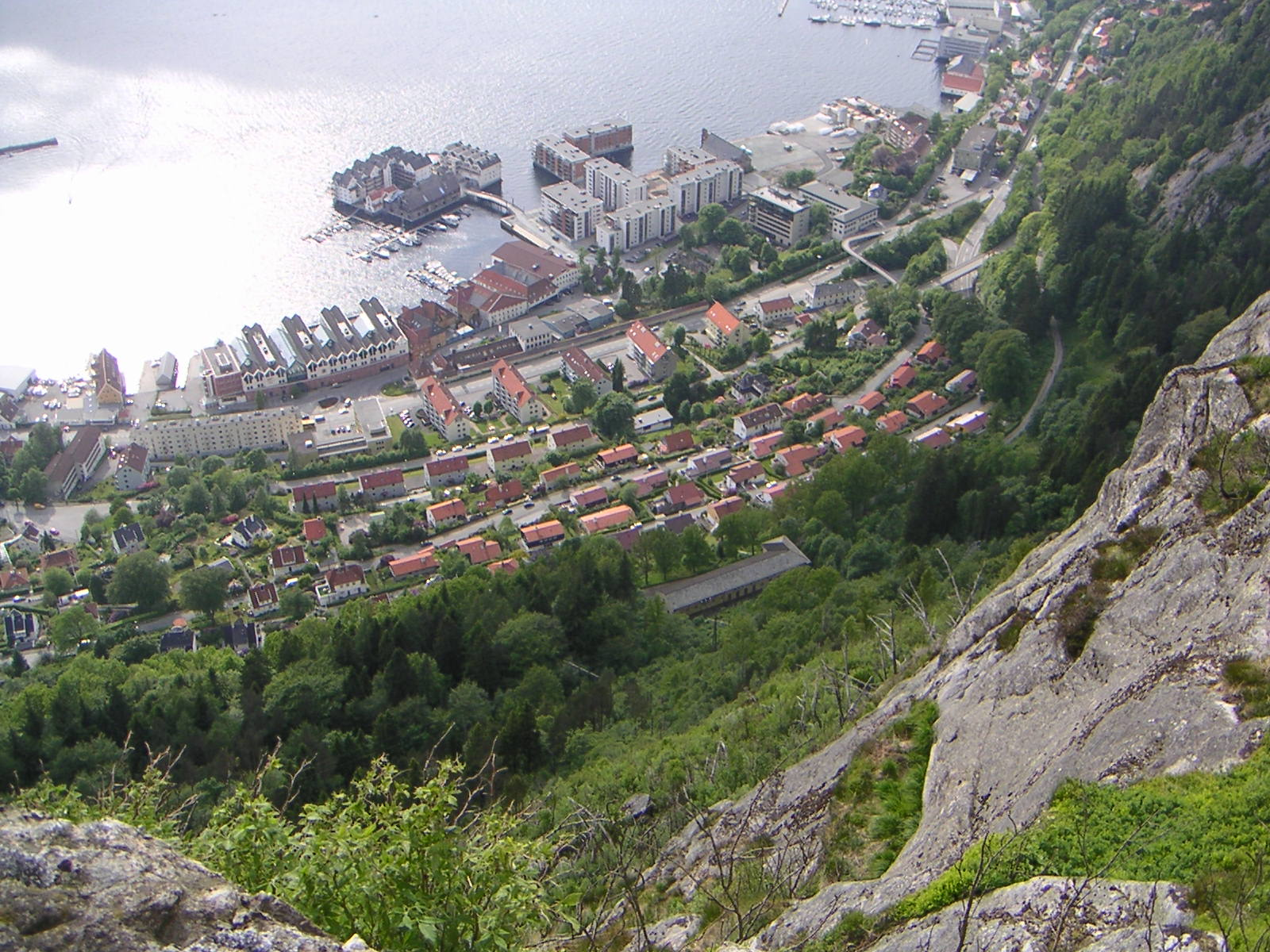
Sandviken, vist de Sandviksfjellet.
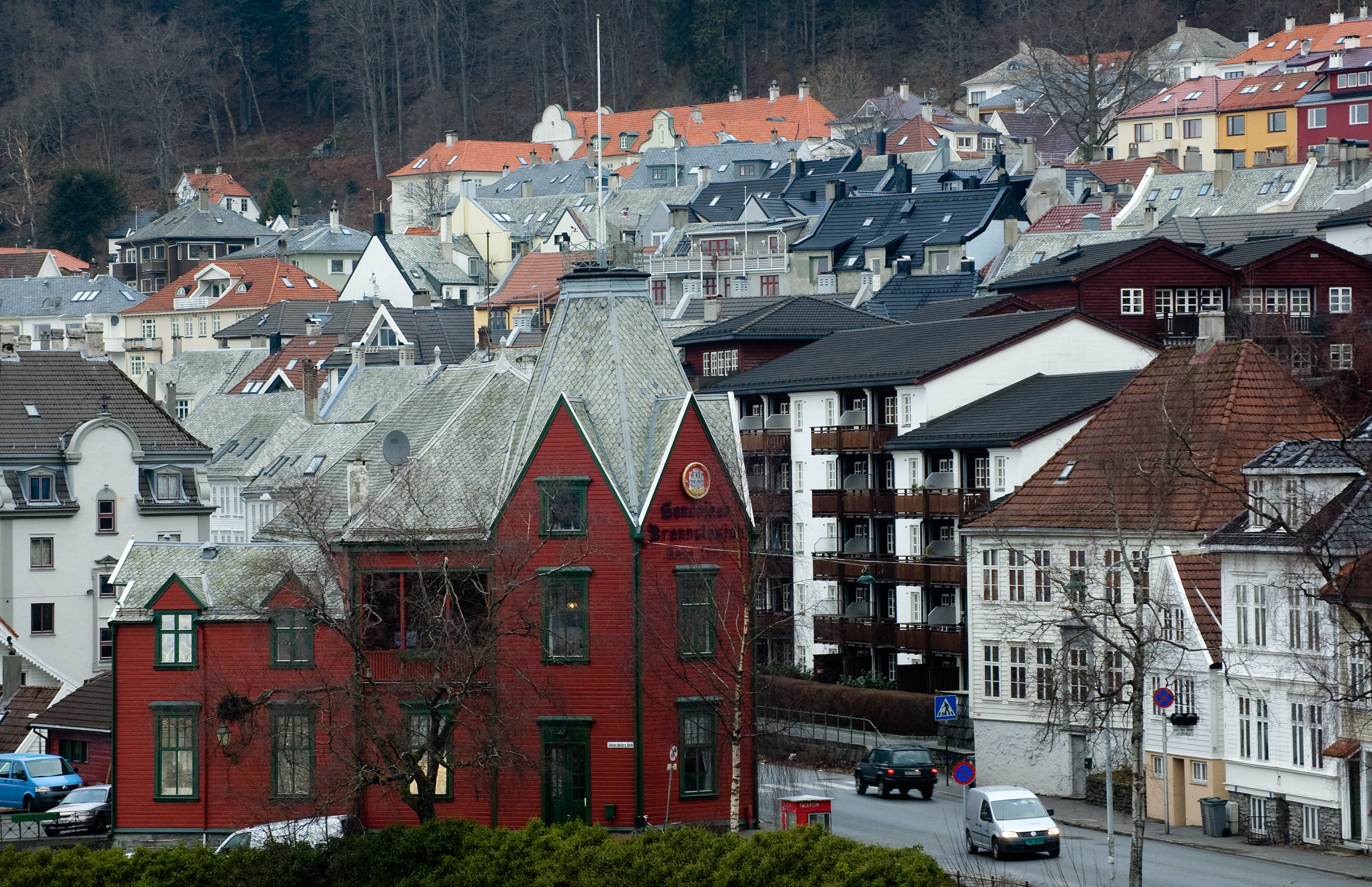
Central de bombers a Sandviken.
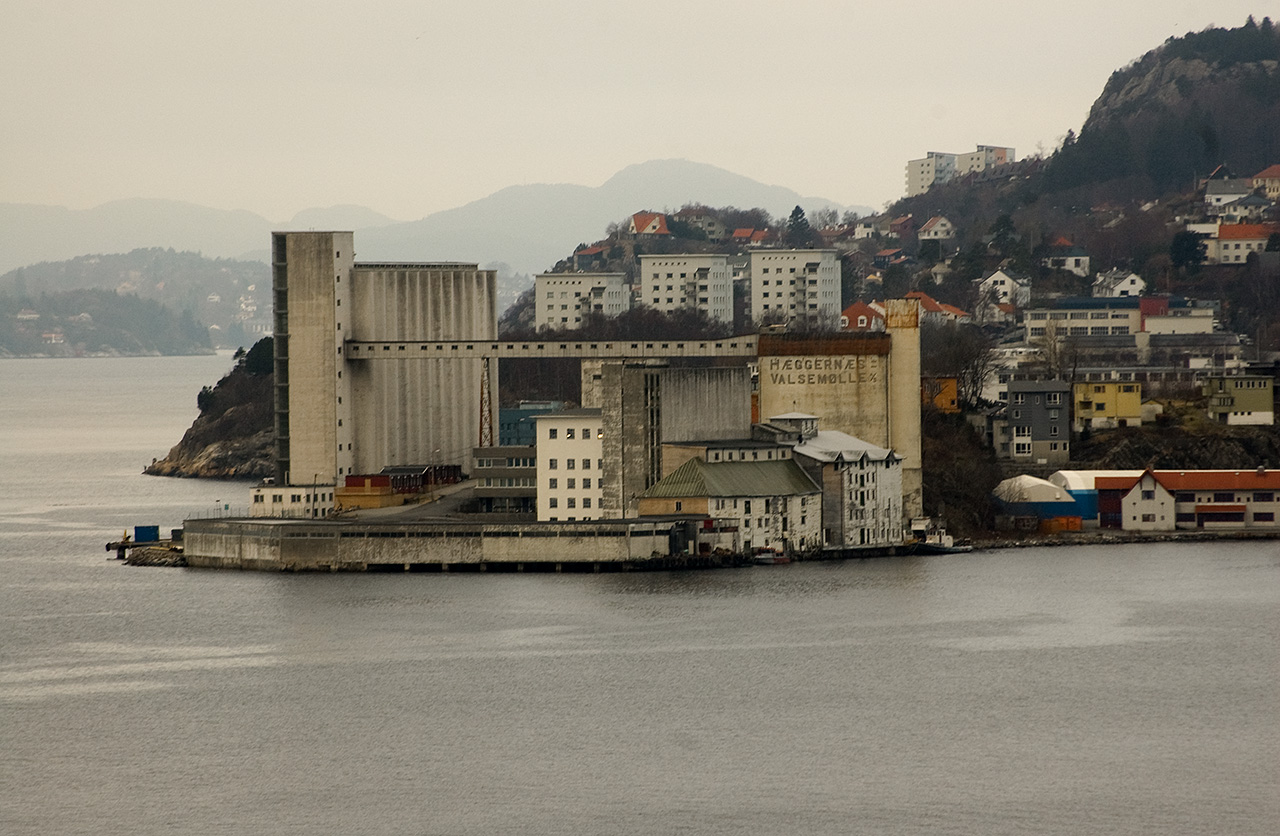
Hæggernæs Molí de rodament
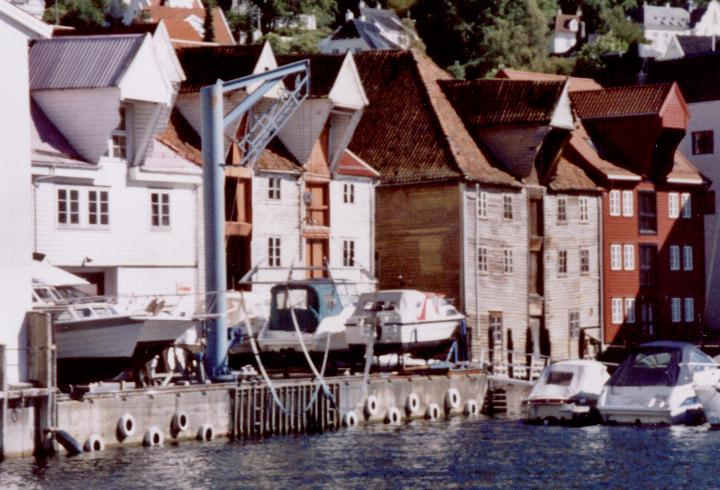
Sjøbuer a Sandviken